# Sopraansaxofoonconcert (Aho)
Kalevi Aho voltooide zijn Sopraansaxofoonconcert in februari 2015.
Het concert had een lange aanlooptijd. Al in 2011 kreeg Aho het verzoek een concert te schrijven waarbij de sopraansaxofoon als solo-instrument optrad. Binnen het genre concerto zijn 'saxofoonconcerten al dun gezaaid, maar een concert voor een sopraansaxofoon en ensemble is nog zeldzamer. Aho had echter saxofonist Andres Paulsson het sopraansaxofoonconcert van Anders Eliasson horen spelen en werd vervolgens door de solist gevraagd om voor hem ook een dergelijk werk te schrijven. Voor Aho kwam het op een ongunstig tijdstip; hij had nog zoveel verzoeken liggen. Aan de andere kant is (het nog steeds) Aho’s wens voor ieder muziekinstrument een concerto te schrijven. In 2014 raakte de opzet voor een dergelijk werk in een stroomversnelling. Paulsson maakt Aho erop attent dat het Kamerorkest van Lapland van John Storgårds, dat al meerdere werken bij Aho bestelde, erook wel wat in zag. Aho toog vervolgens naar Stockholm om samen met Paulsson de mogelijkheden en onmogelijkheden van de saxofoon te bekijken. In het najaar op 11 november 2015 vond de première plaats door genoemde combinatie en wel in een concertzaal van Rovaniemi, hoofdstad van Fins Lapland.
Het concert kent de klassieke opzet van drie delen en tempo-indeling snel-langzaam-snel:
- Invocatio – presto- cadens
- Misterioso, largo
- Allegretto marcato – presto – quasi epilogo

Het concert begint met een introductie (invocatio) van de saxofoon tegenover drones in de strijkersgroep, waarbij het volledige register van de saxofoon aan bod komt. Na deze inleiding volgt het ensemble voor de hoofdmoot van het eerste deel in bijzonder snel tempo. Deze komt tot rust als de solist aan de cadens begint, waarbij hij meerstemmig moet spelen. Het rustige tweede deel laat microtonen horen in de stemming van de introductie van deel 1. Na een stormachtig deel 3 met veel virtuositeit volgt een epiloog, waarbij de muziek langzaam uitsterft.  
Orkestratie:
- sopraansaxofoon
- 1 dwarsfluit/piccolo, 1 hobo,  1 klarinet, 1 fagot,1 hoorn
- violen, altviolen, celli, contrabassen, 1 harp